# سبانیکو
کابانیکو (به اسپانیایی: Cebanico) یکی از دهستان‌های اسپانیا است که در استان لئون، اسپانیا واقع شده‌است.

## خصوصیات
کابانیکو ۸۹٫۷۵ کیلومترمربع مساحت و ۱۹۵ نفر جمعیت دارد و ۹۵۴ متر بالاتر از سطح دریا واقع شده‌است.